# Liga Femenina 2 de baloncesto 2011-12
La Liga Femenina 2 de baloncesto 2011-12 fue la 11.ª temporada de la segunda máxima competición de clubes femeninos de baloncesto en España, organizada por la Federación Española de Baloncesto.

## Formato
- Liga regular: participaron 29 equipos divididos en dos grupos, el Grupo A (14 equipos) y el Grupo B (15 equipos).[1] En cada grupo jugaron todos contra todos en partidos de ida/vuelta en 26 y 28 jornadas respectivamente.
- Fase final: los cuatro primeros de ambos grupos disputaron en una misma sede la fase de ascenso a Liga Femenina, se dividieron en dos grupos de cuatro equipos, dos del grupo A y 2 del grupo B según el orden de clasificación. Los dos mejores de cada grupo pasaron a las semifinales. El ganador de cada una de ellas ascendió deportivamente a Liga Femenina.[2][3]
- Los  últimos clasificados en la liga regular en cada grupo descendieron a Primera División Femenina.

## Equipos por comunidad autónoma

### Grupo A
| Comunidad autónoma | N.º | Equipos |
| ------------------ | --- | --- |
| Asturias           | 1   | ADBA (Avilés) |
| Canarias           | 2   | CB Mencey Uni Tenerife (Santa Cruz de Tenerife) Aguere (Santa Cruz de Tenerife) |
| Castilla y León    | 3   | Aros León (León) Universidad de Valladolid (Valladolid) Coelbi Bembibre PDM (Bembibre) |
| Castilla-La Mancha | 1   | Guadalajara (Guadalajara) |
| Extremadura        | 1   | Femenino Cáceres (Cáceres) |
| Galicia            | 6   | Universitario de Ferrol (Ferrol) Codigalco Carmelitas (Orense) Durán Maquinaria Ensino (Lugo) Thetrend Social Cortegada (Villagarcía de Arosa) CB Arxil (Pontevedra) Pabellón Ourense (Orense) |

### Grupo B
| Comunidad autónoma  | N.º | Equipos |
| ------------------- | --- | --- |
| Andalucía           | 1   | Grupo Marsol (Huelva) |
| Aragón              | 1   | Clickseguros Casablanca (Zaragoza) |
| Cataluña            | 2   | Segle XXI (Barcelona) Cravic Reus Deportiu (Reus) |
| Comunidad de Madrid | 4   | Isofotón Alcobendas (Alcobendas) Centros Único Real Canoe (Madrid) Asefa Estudiantes (Madrid) Ventask Group - Las Rozas Village (Las Rozas de Madrid) |
| Islas Baleares      | 2   | Espace Tanit Eivissa (Ibiza) Bons Aires Palma (Palma)                                                                                                 |
| La Rioja            | 1   | Fundación Promete (Logroño) |
| País Vasco          | 4   | Gernika KESB (Guernica y Luno) Orion Gdko (Galdácano) Universidad del País Vasco (San Sebastián) Irlandesas (Lejona)                                  |

## Liga Regular

### Grupo A
| | Equipo                    | Puntos | J  | G  | P  | PF   | PC   | DP   |
| --- | ------------------------- | ------ | -- | -- | -- | ---- | ---- | ---- |
| 1 | Femenino Cáceres          | 48     | 26 | 22 | 4  | 2084 | 1738 | 346  |
| 2 | Coelbi Bembibre PDM       | 47     | 26 | 21 | 5  | 1856 | 1471 | 385  |
| 3 | Thetrend Social Cortegada | 47     | 26 | 21 | 5  | 1800 | 1558 | 242  |
| 4 | Durán Maquinaria Ensino   | 45     | 26 | 19 | 7  | 1845 | 1615 | 230  |
| 5 | Universitario de Ferrol   | 43     | 26 | 17 | 9  | 1996 | 1792 | 204  |
| 6 | Codigalco Carmelitas      | 40     | 26 | 14 | 12 | 1703 | 1578 | 125  |
| 7 | CB Mencey Uni Tenerife    | 40     | 26 | 14 | 12 | 1768 | 1739 | 29   |
| 8 | Pabellón Ourense          | 38     | 26 | 12 | 14 | 1667 | 1696 | -29  |
| 9 | ADBA                      | 38     | 26 | 12 | 14 | 1685 | 1818 | -133 |
| 10 | CB Arxil                  | 35     | 26 | 9  | 17 | 1661 | 1693 | -32  |
| 11 | Aros León                 | 34     | 26 | 8  | 18 | 1674 | 1900 | -226 |
| 12 | Aguere                    | 34     | 26 | 8  | 18 | 1671 | 1745 | -74  |
| 13 | Universidad de Valladolid | 31     | 26 | 5  | 21 | 1423 | 1820 | -397 |
| 14 | Guadalajara               | 26     | 26 | 0  | 26 | 1361 | 2031 | -670 |
| Fuente: Federación Española de Baloncesto: Clasificación de la Liga Femenina 2 - Grupo A; actualización automática |                           |        |    |    |    |      |      |      |

### Grupo B
| | Equipo                      | Puntos | J  | G  | P  | PF   | PC   | DP   |
| --- | --------------------------- | ------ | -- | -- | -- | ---- | ---- | ---- |
| 1 | Universidad del País Vasco  | 51     | 28 | 23 | 5  | 2044 | 1695 | 349  |
| 2 | Grupo Marsol                | 49     | 28 | 21 | 7  | 2164 | 1946 | 218  |
| 3 | Centros Único Real Canoe NC | 49     | 28 | 21 | 7  | 1967 | 1651 | 316  |
| 4 | Clickseguros Casablanca     | 48     | 28 | 20 | 8  | 1889 | 1684 | 205  |
| 5 | Espace Tanit Eivissa        | 44     | 28 | 16 | 12 | 1962 | 1851 | 111  |
| 6 | Fundación Promete           | 44     | 28 | 16 | 12 | 1845 | 1792 | 53   |
| 7 | Irlandesas                  | 44     | 28 | 16 | 12 | 1794 | 1749 | 45   |
| 8 | Isofotón Alcobendas         | 43     | 28 | 15 | 13 | 1822 | 1676 | 146  |
| 9 | Asefa Estudiantes           | 43     | 28 | 15 | 13 | 1906 | 1823 | 83   |
| 10 | Gernika KESB                | 40     | 28 | 12 | 16 | 1786 | 1854 | -68  |
| 11 | Orion Gdko                  | 39     | 28 | 11 | 17 | 1742 | 1830 | -88  |
| 12 | Cravic Reus Deportiu        | 38     | 28 | 10 | 18 | 1804 | 1999 | -195 |
| 13 | Ventask Group Las Rozas CB  | 38     | 28 | 10 | 18 | 1772 | 1898 | -126 |
| 14 | Segle XXI                   | 32     | 28 | 4  | 24 | 1589 | 1864 | -275 |
| 15 | Bons Aires Palma            | 27     | 28 | 0  | 28 | 1399 | 2173 | -774 |
| Fuente: Federación Española de Baloncesto: Clasificación de la Liga Femenina 2 - Grupo B; actualización automática |                             |        |    |    |    |      |      |      |

## Fase Final

### Grupo 1
| | Equipo                      | Puntos | J | G | P | PF  | PC  | DP  |
| --- | --------------------------- | ------ | - | - | - | --- | --- | --- |
| 1 | Grupo Marsol                | 5      | 3 | 2 | 1 | 229 | 210 | 19  |
| 2 | Femenino Cáceres            | 5      | 3 | 2 | 1 | 212 | 209 | 3   |
| 3 | Durán Maquinaria Ensino     | 4      | 3 | 1 | 2 | 202 | 223 | -21 |
| 4 | Centros Único Real Canoe NC | 4      | 3 | 1 | 2 | 212 | 213 | -1  |
| Fuente: Federación Española de Baloncesto: Clasificación de la Liga Femenina 2 - Final Grupo 1; actualización automática |                             |        |   |   |   |     |     |     |

### Grupo 2
| | Equipo                     | Puntos | J | G | P | PF  | PC  | DP  |
| --- | -------------------------- | ------ | - | - | - | --- | --- | --- |
| 1 | Coelbi Bembibre PDM        | 5      | 3 | 2 | 1 | 222 | 209 | 13  |
| 2 | Universidad del País Vasco | 5      | 3 | 2 | 1 | 227 | 219 | 8   |
| 3 | Thetrend Social Cortegada  | 4      | 3 | 1 | 2 | 176 | 190 | -14 |
| 4 | Clickseguros Casablanca    | 4      | 3 | 1 | 2 | 205 | 212 | -7  |
| Fuente: Federación Española de Baloncesto: Clasificación de la Liga Femenina 2 - Final Grupo 2; actualización automática |                            |        |   |   |   |     |     |     |

### Partidos para el ascenso
| Equipo 1         | Resultado | Equipo 2                   |
| ---------------- | --------- | -------------------------- |
| Grupo Marsol     | 76-66     | Universidad del País Vasco |
| Femenino Cáceres | 52-64     | Coelbi Bembibre PDM        |

## Postemporada
Ascendieron a Liga Femenina:
- Grupo Marsol (Campeonas).
- Coelbi Bembibre PDM (Subcampeonas).

Descendieron de Liga Femenina:
- RC Celta Selmark (renunció a la Liga Femenina).[4]
- (  Puig d'en Valls descendió y renunció a participar en la Liga Femenina 2).[5]
- (  UNB Obenasa no descendió al ocupar vacantes).

Descendieron a Primera División Fem:
- Bons Aires Palma.
- Guadalajara.

Renunciaron a la Liga Femenina 2:
- Cravic Reus Deportiu.
- Irlandesas.[6]
- Codigalco Carmelitas.[7]
- Espace Tanit Eivissa.[8]
- Femenino Cáceres.

Ascendieron desde Primera División Fem:
- Universidad de Oviedo.
- Grupo EM Leganés.
- Club Baloncesto Al-Qázeres (al ocupar vacantes).
- (  Club Joventut Les Corts y  Gymnástica Portuense renunciaron al ascenso).

Fusión en Liga Femenina 2:
- (  Uni Tenerife y  CB Isla de Tenerife  se fusionaron dando lugar a un nuevo club:

el  Club Baloncesto Isla Única de Tenerife que participaría en la próxima temporada).
La Liga Femenina 2 quedaría reducida a 23 equipos en la siguiente temporada.